# S-Rank Party Kara Kaikosareta „Jugushi“ – „Noroi no Item“ Shika Tsukuremasen ga, Sono Seinō wa Artifact-kyū nari……!
S-Rank Party Kara Kaikosareta „Jugushi“ – „Noroi no Item“ Shika Tsukuremasen ga, Sono Seinō wa Artifact-kyū nari……! (jap. Ｓランクパーティから解雇された【呪具師】～『呪いのアイテム』しか作れませんが、その性能はアーティファクト級なり……！～) ist ein japanischer Online-Roman von Lagun, der in Japan 2021 startete. Die Fantasy-Reihe wurde als Manga und Light Novel umgesetzt und eine Adaption als Anime-Fernsehserie ist angekündigt. Der Manga erscheint auf Deutsch als Ich crafte die krassesten Magie-Items, aber sie sind immer verflucht.

## Inhalt
Der Zauberer und Fluchschmied Gale Hamilton kann Werkzeuge, Waffen und andere Gegenstände herstellen. Doch sie sind immer verflucht und haben daher unerwünschte Nebeneffekte. Daher wirft ihn seine Abenteurergruppe „Wolfsrudel“ heraus, da er nie zu etwas nutze ist. Und das gerade als sie den höchsten Rang erreicht haben. Bei den nun besonders anspruchsvollen Abenteuern, die sie angehen wollen, wäre Gale ihnen aber nur im Weg. Beim Verlassen der Gruppe nimmt er auch seine Zauber mit – und schon wird er deutlich stärker und seine früheren Kameraden schwächer. Ohne sie bemerkt Gale, dass seine Produkte die Macht haben, die Magie von Relikten und legendären Gegenständen zu nutzen. Seine frühere Gruppe dagegen schwört, sich an ihm zu rächen, da sie ihm für ihre Schwäche die Schuld geben.
Mit seinen Fähigkeiten macht er sich nun selbstständig und verkauft an eine bald immer größer werdende Zahl an Kunden, die sich die Kräfte seiner sehr außergewöhnlichen Gegenstände zu Nutze machen wollen. Bald findet er auch beim Adel Kunden, während seine frühere Gruppe immer mehr verzweifelt.

## Veröffentlichungen
Die von Lagun geschriebene Romanreihe erscheint seit Januar 2021 im Selbstverlag auf der Plattform Kakuyomu. Eine Umsetzung als Manga durch Nishiki Ogawa erscheint seit September 2021 im Online-Magazin YanMaga Web beim Verlag Kōdansha. Die Sammelausgabe erreichte bisher zehn Bände. Diese erreichten zusammen eine Auflage von 2,5 Millionen Stück. Im Februar 2022 startete eine Umsetzung als Light Novel mit Illustrationen von Nishinoda und Yoshitake beim Verlag Hobby Japan, die bisher vier Bände erreicht hat.
Der Manga erscheint seit Mai 2025 in deutscher Übersetzung bei Egmont Manga unter dem Titel Ich crafte die krassesten Magie-Items, aber sie sind immer verflucht in bisher zwei Bänden. Die Übersetzerin ist Tabea Kamada. Eine englische Fassung wird von K Manga online vertrieben.
Im Mai 2025 wurde angekündigt, dass die Geschichte als Anime-Fernsehserie herauskommen soll.